# Fernandezina saira
Espèce
Fernandezina saira est une espèce d'araignées aranéomorphes de la famille des Palpimanidae.

## Distribution
Cette espèce est endémique de l'Amazonas au Brésil,. Elle se rencontre à Manaus.

## Description
Le mâle holotype mesure 2,60 mm.

## Publication originale
- Buckup & Ott, 2004 : Espécies novas de Otiothops e Fernandezina do norte do Brasil (Araneae, Palpimanidae). Iheringia. Série Zoologia, Porto Alegre, vol. 94, no 1, p. 23-24 (texte intégral).